# Gastronomía de Alemania

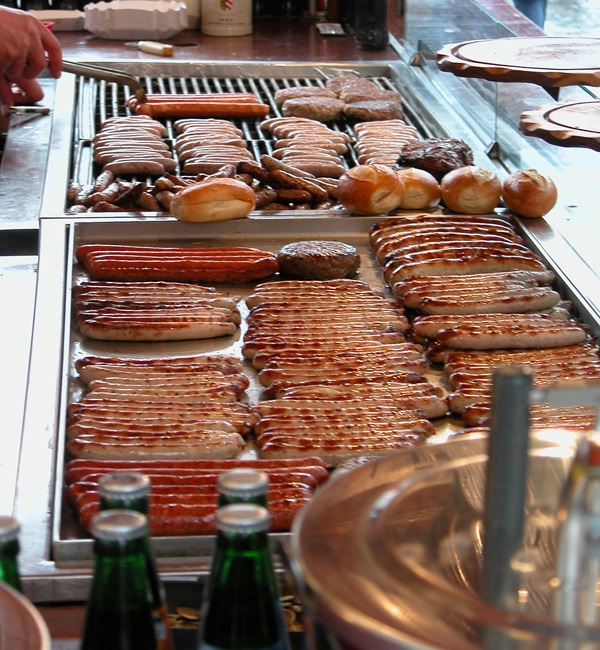
Salchichas Bratwurst, uno de los productos alemanes más conocidos.

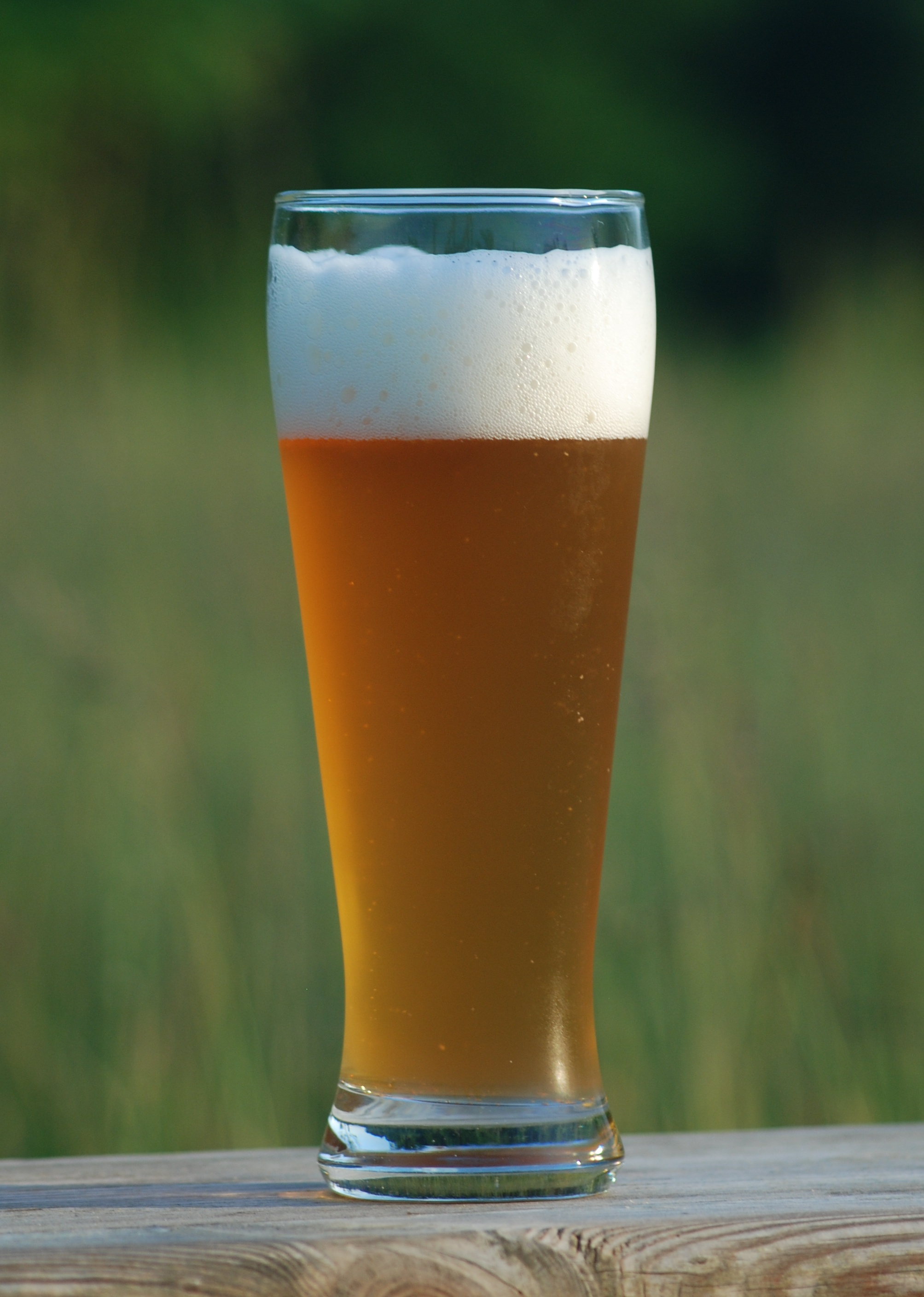
Cerveza de Alemania

La gastronomía alemana varía mucho de una región a otra del territorio y está muy influenciada por el entorno cultural y social, por ejemplo, las regiones del sur de Baviera y Suabia comparten muchos estilos y platos con los vecinos suizos y austriacos. En el oeste las influencias con la cocina francesa son bastante más pronunciados y tienen influencias vinícolas con este país, mientras que en las comarcas del este se encuentran influencias de los países del este de Europa y las del norte con la holandesa, sobre todo en las zonas costeras en la que se puede encontrar una abundancia de platos de pescado, existen no obstante muchos elementos en común con las recetas escandinavas.

## Carnes, pescados y mariscos

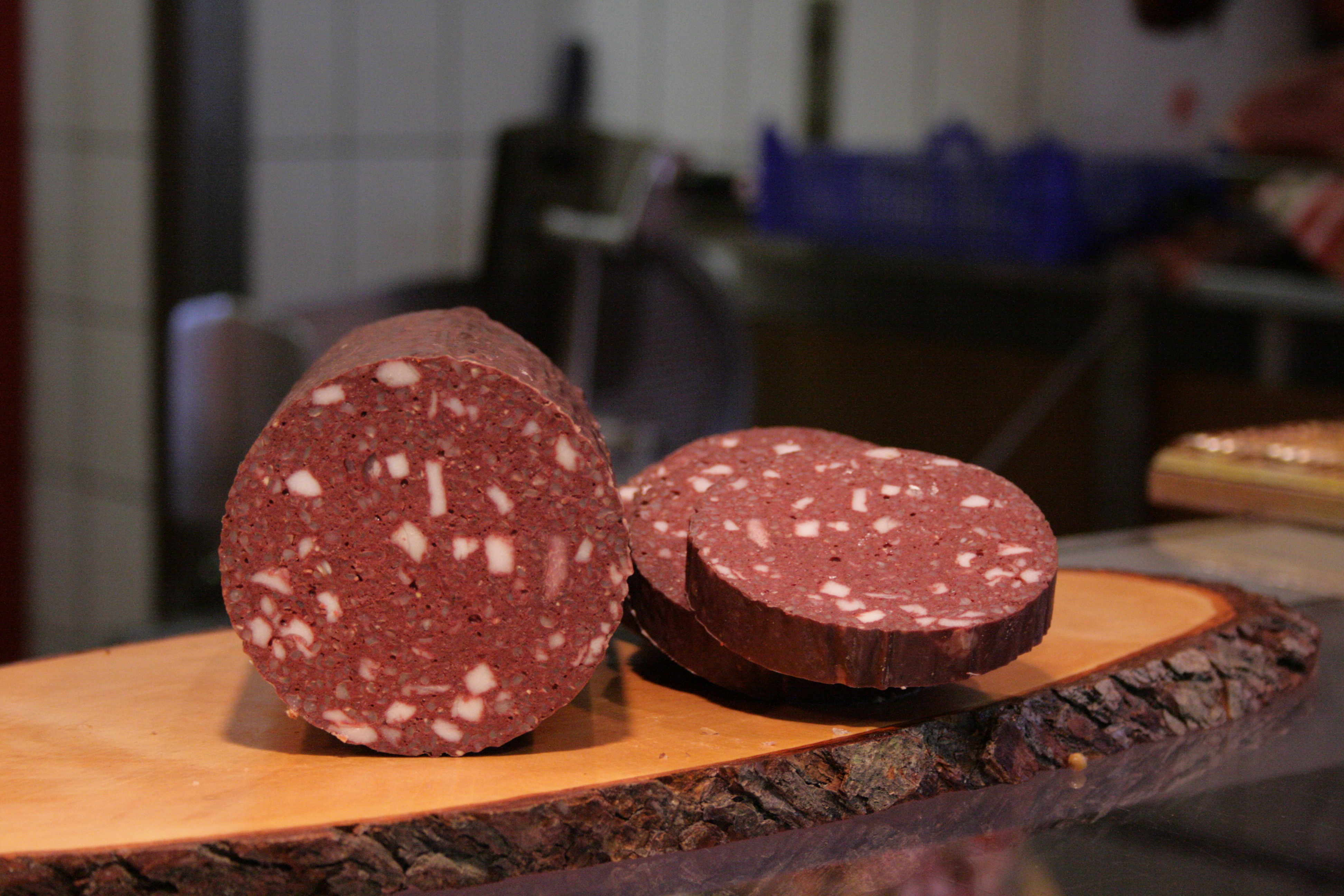
Wurstebrot.

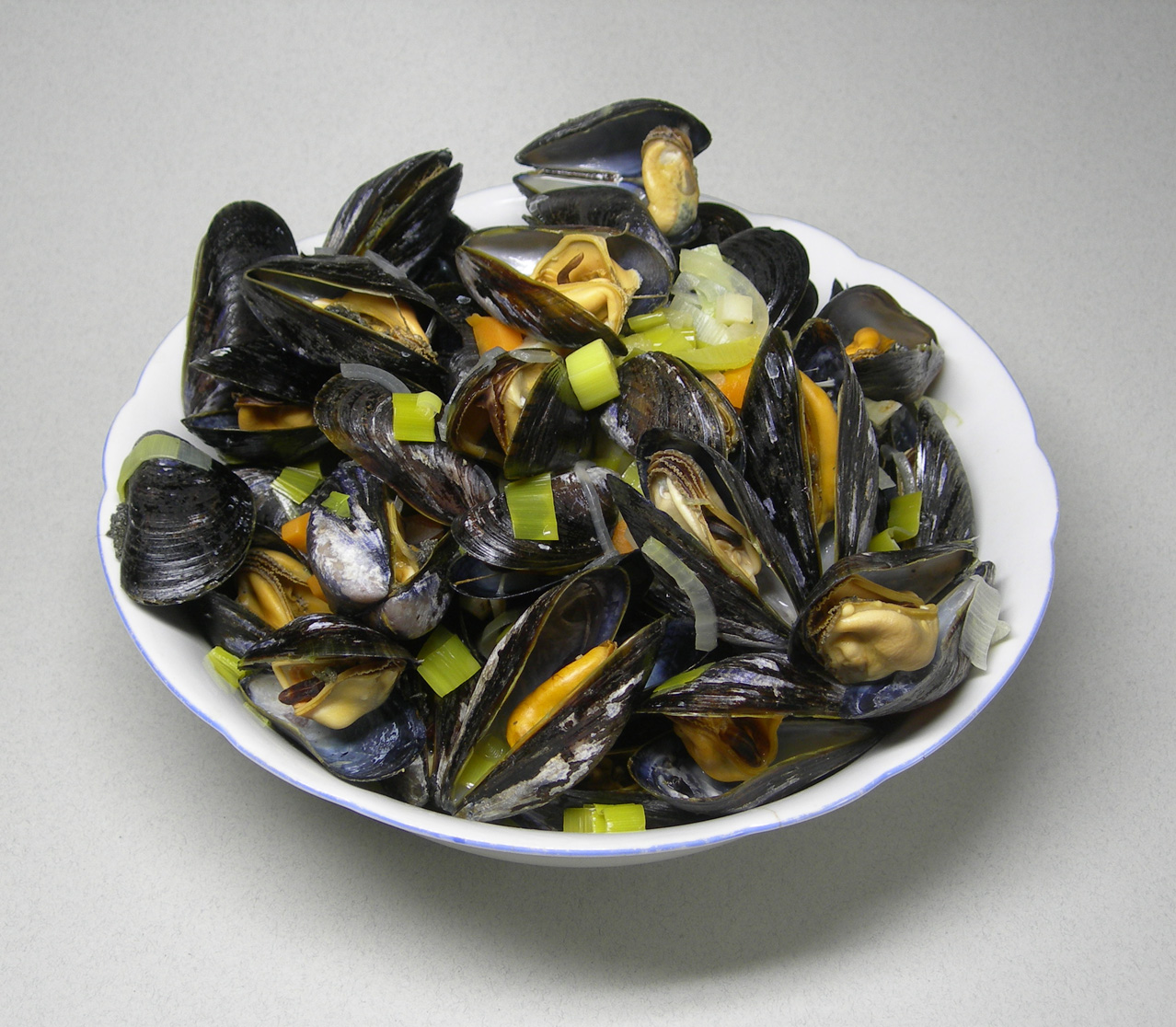
Plato de mejillones al estilo del Rin.

Las carnes más empleadas en la cocina alemana son la carne de cerdo (de la que Alemania es uno de los mayores consumidores en Europa) y la carne de ternera así como de aves de corral. Bajo esta última denominación encontramos las carnes de gallina, ganso, pavo, la oca de Pomerania (de la que se extrae la pechuga para posteriormente ahumarla), etc. La cocina tradicional alemana contiene carnes de caza tales como: jabalí, conejo y corzo, y forma parte de platos muy típicos, como lo es el relleno del Rin. Las carnes de cordero y de cabra no son muy populares, y apenas pueden encontrarse en los mercados. La carne de caballo no es una especialidad general de Alemania, y queda reducida a solo algunas regiones (Baja Sajonia). La carne se puede encontrar en los mercados la mayoría de las veces procesada en forma de embutido (Wurst), y puede decirse que es la forma típica de expresión en la cocina alemana, la mayoría de estos embutidos contiene carne picada con diversas especias y formas de preparación: crudas, escaldadas (Brühwurst), asadas, etc. En Westfalia, Suabia y Baviera se tiene predilección por el curado del jamón, generalmente fuertemente ahumado.
Los pescados son corrientes en las zonas costeras del norte (Mar del Norte), donde abunda el arenque (Uno de los platos más típicos es el Rollmops), el salmón, el carbonero, el Seelachs, muy similar al bacalao, la solla y el rodaballo. En las zonas del norte cercanas a los ríos, se suele comer anguila (Aal) ahumada y trucha (la más famosa es la de la Selva Negra, servida en papillot). Los pescados se pueden encontrar la mayoría de las veces ya preparados en escabeche, ahumados, en salazón, o inmersos en salsas especiales, así como envasados al vacío. En el sur, los grandes lagos como el Constanza son fuente de diversas especies de pescado de agua dulce.
En el terreno de los mariscos, estos pueden verse como una comida exclusiva del norte, por ejemplo, en Heligoland, existe la tradición de servir algunos platos con bogavante, y, en el norte (islas frisias), es muy popular una especie de diminuta gamba (Krabben o Granat), muy similar al camarón, que se toma en el desayuno.

## Verduras y hortalizas

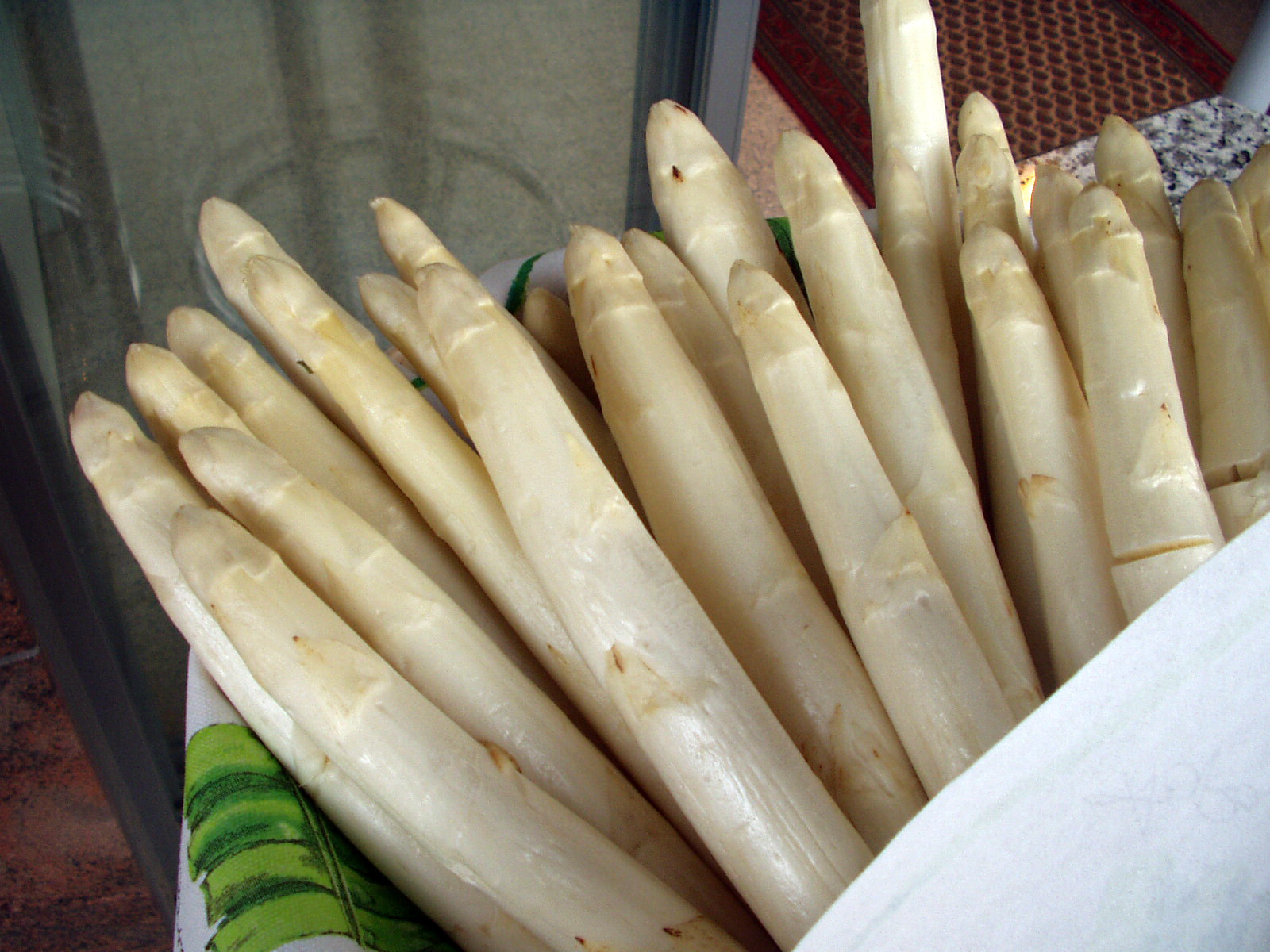
Espárragos, plato típico de temporada.

Las verduras se emplean muy habitualmente en guisados, aunque es frecuente servirlas como un acompañamiento a los platos principales. Así se pueden encontrar las zanahorias, los nabos (de los cuales existen muchas variedades: Los Steckrüben, que forman parte del cocido denominado Steckrübeneintopf; los Teltower Rübchen, típicos de la cocina de Brandeburgo); las espinacas; los rábanos picantes, que aparecen frecuentemente como acompañamiento de carnes; los espárragos, muy típicos del norte en la primavera; el Kohlrabi; las judías; las lentejas; los tomates, etc. Algunas de ellas, como la raíz del perejil, participan en las diversas sopas.
De todas las verduras, hay tres que acompañan, en la mayoría de los platos, a las diferentes especialidades, y proporcionan un sabor peculiar y característico. Estas son: La patata, abundante en muchas y muy diferentes variedades; la cebolla, cocinada por doquier en toda Alemania excepto en los platos bávaros, que apenas la utilizan; es de igual modo muy característica la gran variedad de coles empleadas en la cocina (la col verde, colirrábano, brócoli, etc.). Una de las preparaciones alemanas con la col se ha hecho mundialmente conocida: el chucrut (col fermentada en barriles de madera), que es un acompañamiento ya clásico de las carnes.

## Acompañamientos

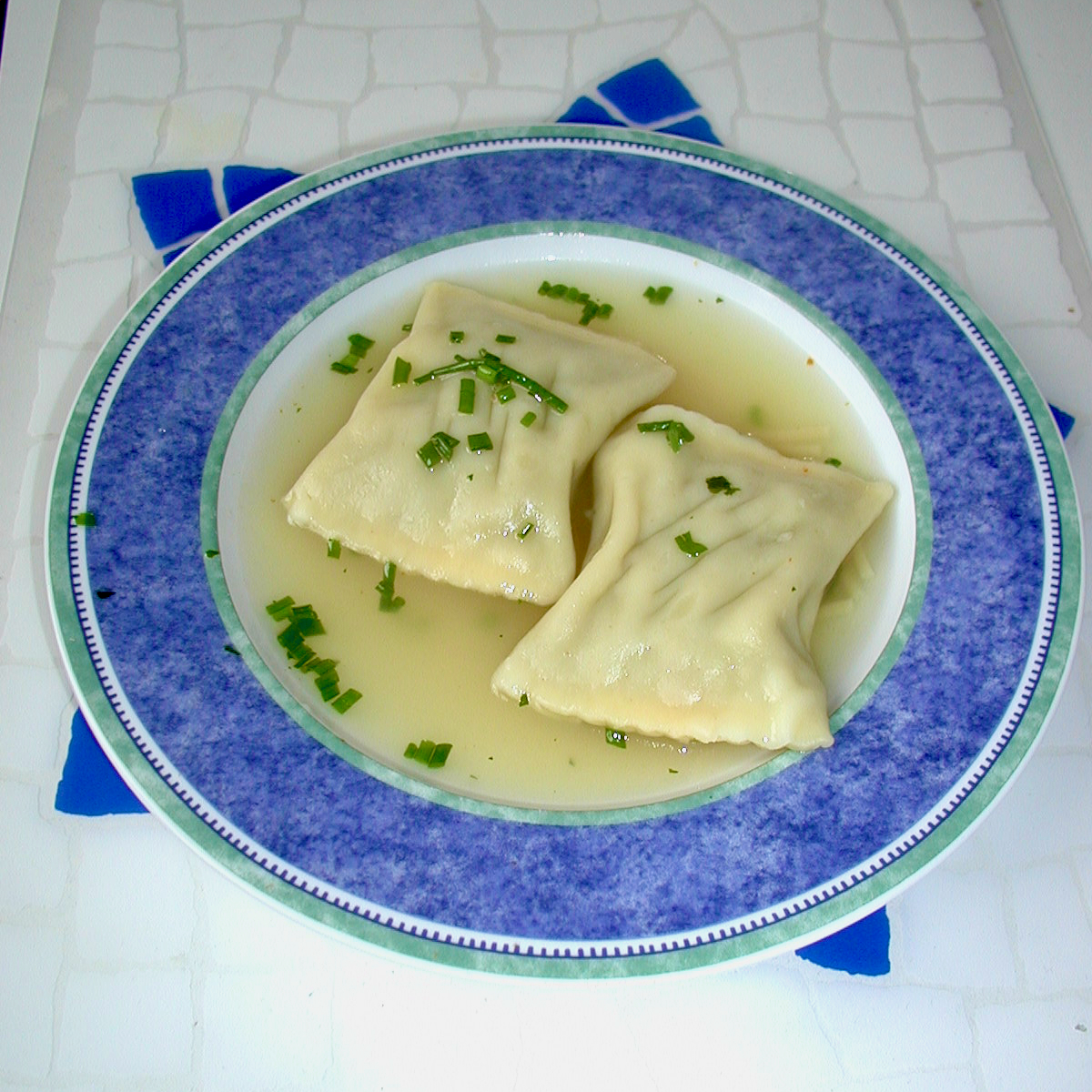
Maultaschensuppe

Se suelen emplear muchos acompañamientos en la cocina alemana. Entre ellos, están las verduras y las hortalizas, y también suele emplearse la pasta (Nudeln), que suele ser más gruesa que la italiana, y contiene más huevo. En algunas partes del sur, existe una pasta muy popular, que acompaña a muchos platos, y que se denomina Spätzle (donde el huevo tiene especial relevancia). Otros acompañamientos típicos son los Klöße, también denominados Knödel, que son una especie de pasta de harina con huevo, patata (o pan en su lugar) y harina. Suelen tener forma esférica, y forman parte de los acompañamientos de los potajes. En las mensas universitarias existe, con bastante frecuencia, la posibilidad de poder comer patatas fritas como acompañamiento a algunos de los platos.

## Productos lácteos
Alemania es uno de los países europeos con una mayor variedad de productos lácteos. Se puede comprobar esto visitando meramente un supermercado. Entre ellos, se puede encontrar un gran surtido de quesos, como por ejemplo el Harzer Käse, originario de la sierra del Harz, famoso por su fuerte olor, que está elaborado con leche agria. Algunos de ellos son el Quark, empleado frecuentemente como ingrediente en muchos platos alemanes; el yogur; el Buttermilch (leche de mantequilla parecida al suero); el Kéfir, y el Dickmilch (queso con leche cuajada). Todos ellos son frecuentes en los diversos platos alemanes. Están protegidos con DOP los siguientes quesos:
- Allgäuer Bergkäse
- Allgäuer Emmentaler
- Altenburger Ziegenkäse
- Odenwälder Frühstückskäse.

## Panadería
La panadería alemana es conocida internacionalmente, y existen muchas variedades de pan, como por ejemplo: El pan negro Pumpernickel; el Mischbrot (mezcla de harinas de trigo y centeno); por otro lado, el Vollkornbrot (pan integral); etcétera. Generalmente tienen las semillas superpuestas en su superficie. Los panes tradicionales alemanes son aquellos que conjugan la harina de centeno y trigo, así como los casos del pan negro, o del pan gris. En la actualidad, existen más variedades de pan elaborado con harina de trigo (Weißbrot, ‘pan blanco’), así como el pan de origen francés como la baguette.

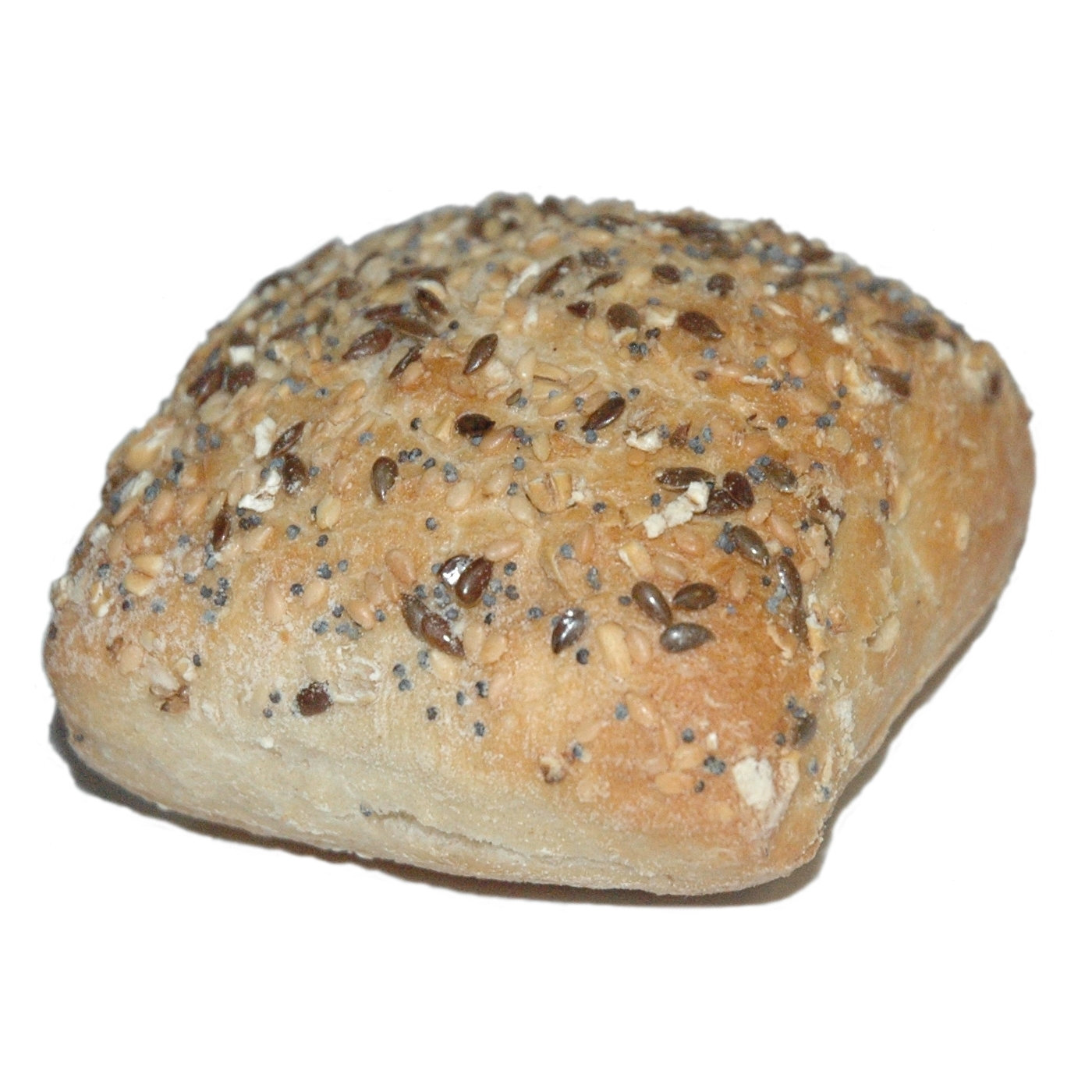
Körnerbrötchen.

Los diez panes más populares de la cocina alemana son:
1. Pan de trigo y centeno (Roggenmischbrot);
2. Pan de tostadas (Toastbrot);
3. Pan integral (Vollkornbrot);
4. Pan de levadura (Weizenmischbrot);
5. Pan blanco (Weißbrot);
6. Multi-cereales (Mehrkornbrot);
7. Pan de centeno (Roggenbrot);
8. Con semillas de girasol (Sonnenblumenkernbrot);
9. Pan con semillas de calabaza (Kürbiskernbrot);
10. Pan de cebolla (Zwiebelbrot).

### Postres
Existe mucha tradición en cuanto a la elaboración de tartas y pasteles con frutas, tales como cerezas, ruibarbo, fresa, manzana y ciruelas. Se puede ver por las numerosas pastelerías (Konditoreien), que pueden ser encontradas en todas las ciudades alemanas. Algunas de las tartas más conocidas son el Käsekuchen, y la tarta de la Selva Negra. Desde los años 1920, existe en Alemania un conjunto no pequeño de heladerías italianas, que elaboran helados con muchos estilos y variedades. Pueden encontrarse estos establecimientos de helados en casi todas las ciudades, y se puede decir que los alemanes son muy aficionados a los helados, pudiéndose adquirir fácilmente helados incluso en invierno.

## Bebidas
En Alemania, se consume mucho café, y no solo para desayunar, sino también para merendar, en lo que se denomina café con pasteles (es una expresión fija: «Kaffee und Kuchen»). En el norte cercano a la costa del Mar del Norte, sobre todo al oeste de Frisia septentrional, se suele tomar mucho té (Ostfriesentee), y va acompañado de un ritual específico. En el caso de bebidas cotidianas, se puede mencionar el uso de agua mineral con mucho gas (este tipo de agua es bastante frecuente), zumo de manzana, y una mezcla de ambas denominada Apfelschorle; zumo de manzana, agua mineral y Spezi, una copa de refresco de cola y refresco de naranja.

### Vinos

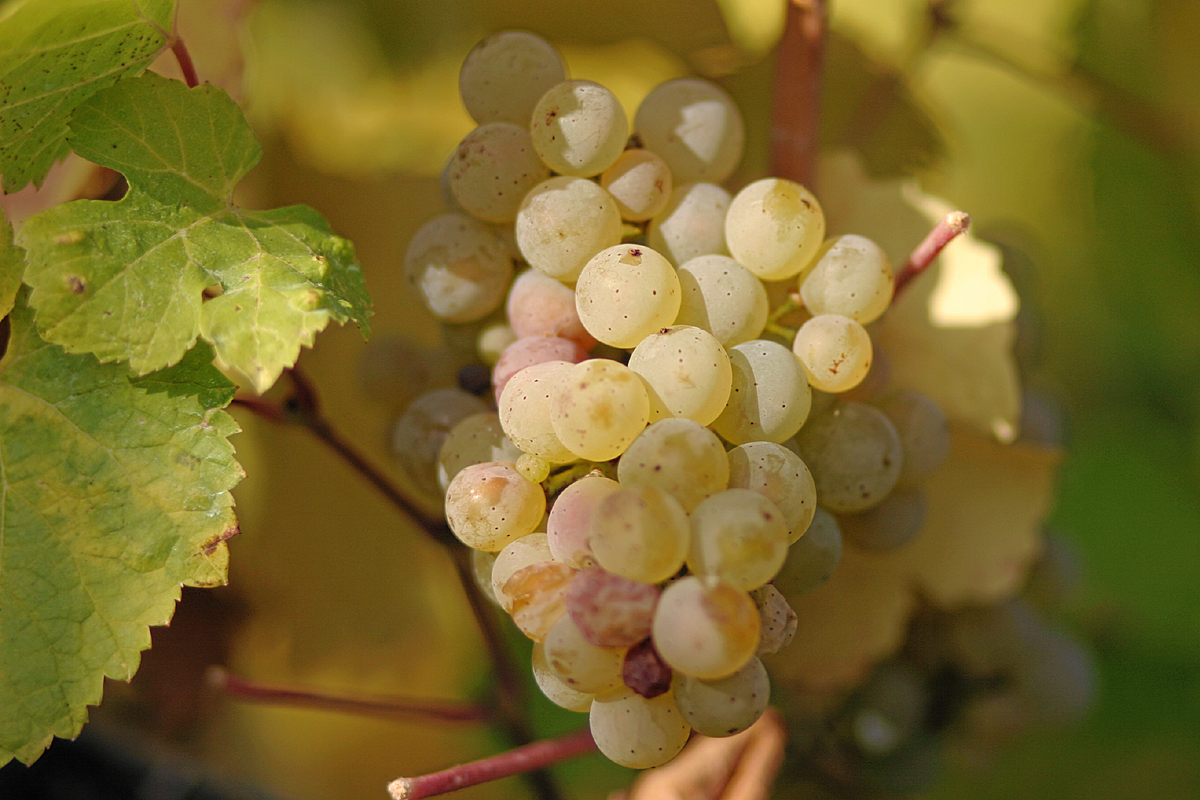
Aspecto de un racimo de la variedad Vitis vinifera de Riesling en el Rheingau, Alemania.

Alemania es una nación productora de vino, poseyendo cerca de 16 regiones vinícolas diferenciadas, ubicadas al sur y al este del territorio. La producción de vino se remonta al año 200 a. C., en que los romanos comenzaron a plantar vides en el río Mosela. El vino alemán proviene de las riberas de los grandes ríos, tales como el Rin, Meno, Mosela, y, en el este, Saale, y Elba. Suele ser, en la mayoría de los casos, blanco con tonalidades doradas. Las variedades de uva más típicas en los vinos alemanes (además de las más conocidas), son la Riesling y la Silvaner. Suele tomarse el vino en locales denominados Weinstuben, y en septiembre y octubre, meses típicos de recolección, se suelen celebrar fiestas denominadas Weinfest, dedicadas únicamente al consumo del vino nuevo (Federweißer), y de unos pasteles de cebolla típicos, el (Zwiebelkuchen).
El vino puede tomarse solo, o bien mezclarse con agua mineral con gas, y a dicha mezcla, tan popular en los meses cálidos de verano, se la denomina: Wein-Schorle. En algunas regiones del sur, se bebe una especie de sidra de manzanas, denominada Apfelwein, o 'vino de manzana', que es una bebida altamente popular en la zona. En regiones tales como Hesse, Renania-Palatinado, Sarre, y Baden-Wurtemberg, se hacen vinos con diferentes frutas.

### Cerveza

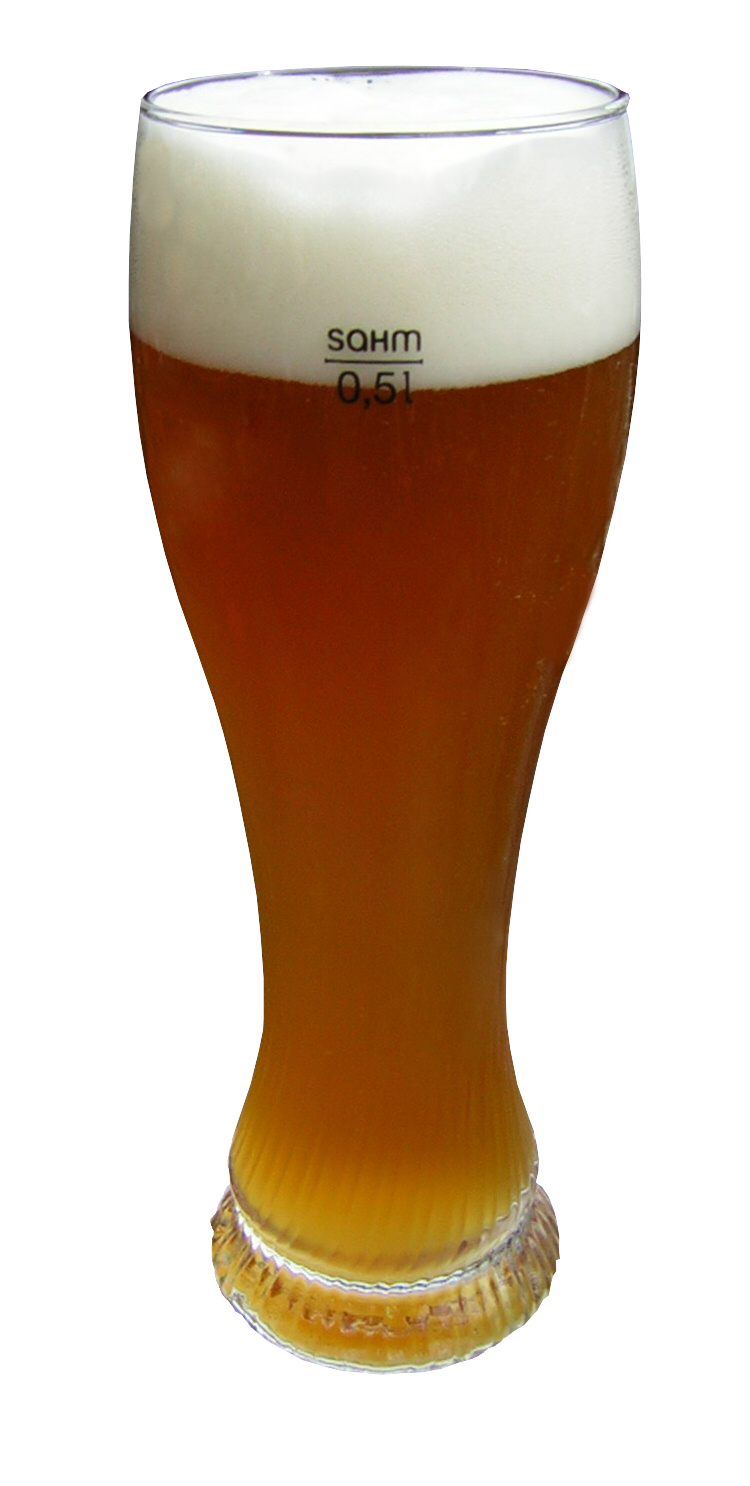
Weizenbier — cerveza de trigo.

Los alemanes son amantes de la cerveza, que puede encontrarse en todas partes (en las denominadas Bierstuben o en las Biergarten), y cada región posee sus propias especialidades y recetas de elaboración. No obstante, es en mayoría una costumbre de la región sur, y sobre todo de Baviera y Franconia. En Alemania, se toma con mucha frecuencia la cerveza de tipo pils, aunque hay cepas regionales, como por ejemplo: Kölsch, procedente de Colonia; Altbier, cerveza oscura muy fermentada; Weißbier, cerveza blanca; Berliner Weiße, cerveza de Berlín; la Gose, cerveza ligada a la comarca del Harz; la Rauchbier, cerveza ahumada típica de Franconia; entre otras. Una de las marcas de cerveza más antiguas de Europa, radica en la ciudad de Braunschweig, es la Braunschweiger Mumme.
Existen, en los meses de octubre y septiembre, fiestas dedicadas exclusivamente a la bebida de la cerveza, a lo largo de todo el territorio alemán. Una de las más conocidas a nivel internacional es la Oktoberfest, celebrada anualmente en la ciudad bávara de Múnich, desde 1810, en la que la población se reúne para beber cerveza en aquellas grandes jarras (denominadas Humpen).
La cerveza se puede mezclar con limonada, y a esta mixtura se la suele denominar, en el sur Radler o Gespritztes (muy similar a la clara en España), y en el norte Alster. En Berlín, es muy conocida la Potsdamer, una mezcla de limonada de barril y cerveza. Se toma también el PKP, que es una mezcla de cerveza y Coca-Cola. Las mezclas con cerveza son muy habituales, y a veces llegan a ser la expresión de una ciudad o comarca.

### Schnaps
El consumo de Schnaps (bebidas alcohólicas destiladas, como el aguardiente), fue anteriormente importante; hoy en día, su consumo se reduce a los conocidos alcopops, y cocktails. Es ya poco tradicional tomar, en la época de frío, la cerveza acompañada con un schnap, y a esto se lo denomina Kurze ('cortito'). Es muy tradicional el Goldwasser de Danzig (aguardiente con panes de oro), el Jägermeister, etc. Algunas mezclas son conocidas tradicionalmente, como el Pharisäer, que es una mezcla de ron y café; el Feuerzangenbowle, un ponche elaborado específicamente en Navidad; y el Glühwein (vino y ron), que se sirve caliente y es muy frecuente en los Weihnachtsmärkte (mercados navideños en Alemania).

## Platos típicos por regiones

### Suroeste de Alemania

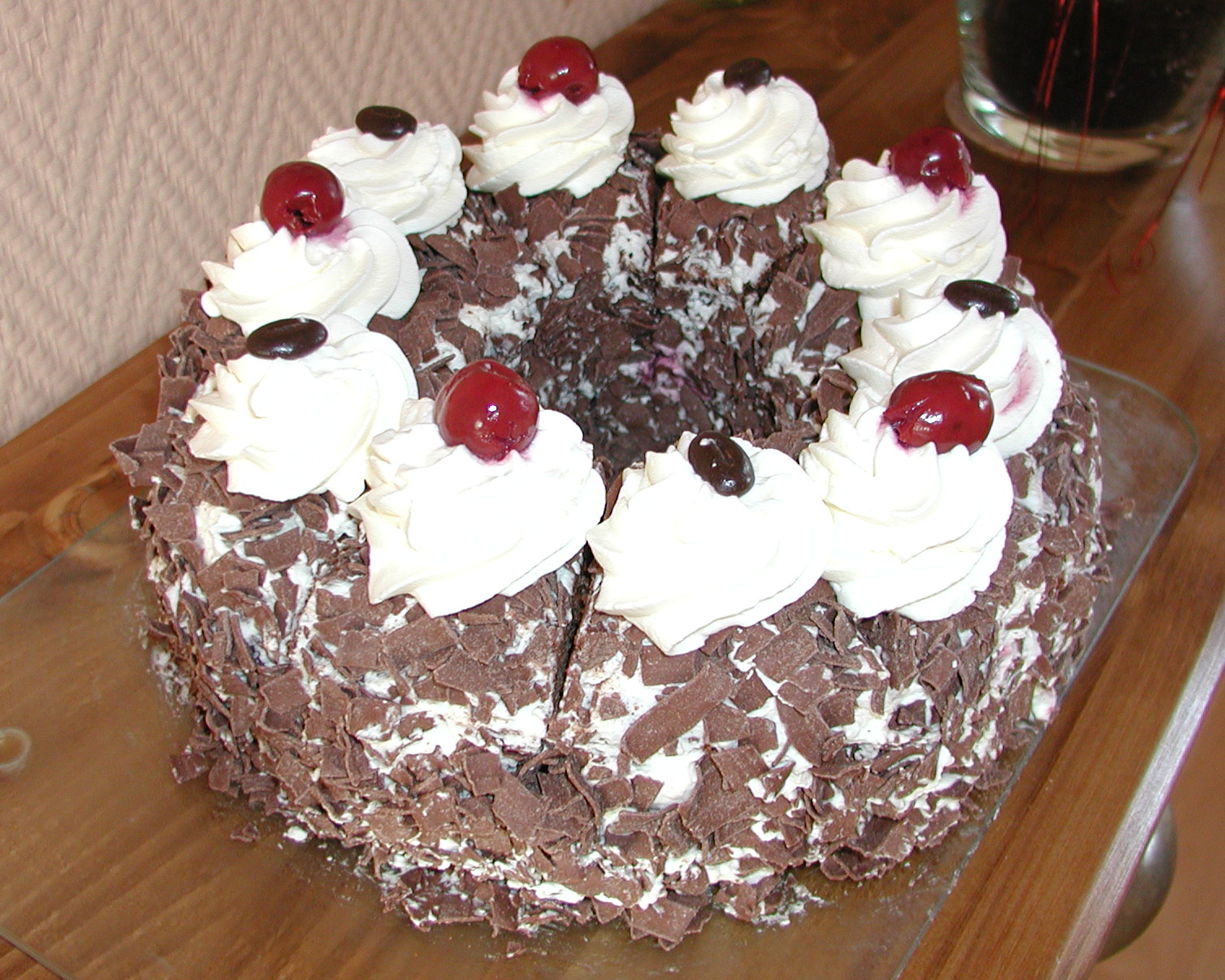
Schwarzwälder Kirschtorte — tarta de la Selva Negra.

En la parte suroeste de Alemania (Baden, Palatinado y Sarre), la cocina está influenciada por la cocina francesa alsaciana. Es típico el Flammkuchen (similar a una pizza con jamón y queso), acompañado con un vino de Riesling. Las comidas de esta zona son más ligeras que las del resto de Alemania, debido a la bondad del clima (casi mediterráneo); la excepción está en el nada ligero Dibbelabbes (pastel hecho de patata, beicon, cebolla y huevo), típico de la comida de Sarre.
En Sarre se toma el Schupfnudel, denominado también Buwespitzle, que se hace de patatas (similar a los ñoquis italianos), y se utiliza como acompañamiento de carnes. En el terreno de los postres, se tiene el Kirschenmichel, elaborado con cerezas.
Es muy típico de esta zona el chucrut, que se prepara con vino blanco, y que es uno de los ingredientes del Saumagen (tripa de cerdo rellena de diferentes carnes, patatas, verduras y especias). En la Selva Negra, se prepara el Rehrücken Baden-Baden, que está compuesto por lomo de corzo asado, con beicon (Speck), y acompañado con nata agria, peras cocidas, y mermelada. En esta región se comen también caracoles, en forma de sopa (Badischen Schneckensuppe). Son conocidos también en la zona los espárragos del Palatinado. En el terreno de postres, está la afamada tarta de la Selva Negra (Schwarzwälder Kirschtorte).
La gente de Suabia elabora una cocina fundamentada en sus gustos tradicionales. Se emplean los Spätzle (pasta), como acompañamiento de numerosos platos, como por ejemplo el asado de carne con cebollas. Los Spätzle pueden ser ellos mismos el plato principal, como ocurre en la Kässpätzle (‘pasta con queso’), o en las Linsen mit Spätzle (‘lentejas con pasta’). Otra especialidad con pasta son los Maultaschen (‘bolsas para la boca’), que se constituyen de pasta en forma de bolsitas, rellenas de carne picada con cebolla, espinacas, pan, etcétera. El Gaisburger Marsch es un guiso con carne de buey, y verduras. En el terreno de las ensaladas, es mundialmente conocida la Schwäbische Wurstsalat, que contiene salchichas, y a veces queso. El Ochsenmaulsalat es una ensalada cuyo ingrediente principal es el labio de buey, finamente cortado y servido con patatas fritas.
En la parte norte de Alemania, no se suelen incluir en los platos las vísceras (asaduras) de los animales, pero en el suroeste sí se aprecian, incluyéndose además el estómago, el cerebro y las  mollejas. En el lago de Constanza se come perca y corégono.

### Hesse
Se puede considerar como típico de la cocina de Hesse, el vino de manzanas (Apfelwein), que puede encontrarse en la comarca por doquier. Se sirve en abundancia en las tabernas especializadas de Fráncfort (Apfelweinkneipe). Existe un queso en la comarca, que se pone a marinar en vinagre (Handkäse), y que se sirve con unas finas tiras de cebolla (Handkäs mit Musik), como acompañamiento del vino de manzana. La denominación de origen de este queso se llama Odenwälder Frühstückskäse. Se encuentra la salsa verde (Grüne Soße), que se sirve con patatas cocidas; y las «costillas al estilo de Fráncfort», que se sirven con chucrut y puré de patatas, acompañadas de las pequeñas salchichas al estilo de Fráncfort. Se puede acompañar todas estas comidas con pedazos de pan, cubiertos con alguna pizca de mostaza o pasta de rábanos (ambos son muy picantes en esta zona).
En la época de Adviento (víspera de Navidad), se cocinan en el horno los Bethmännchen (galletas con forma humana).

### Baviera y Franconia

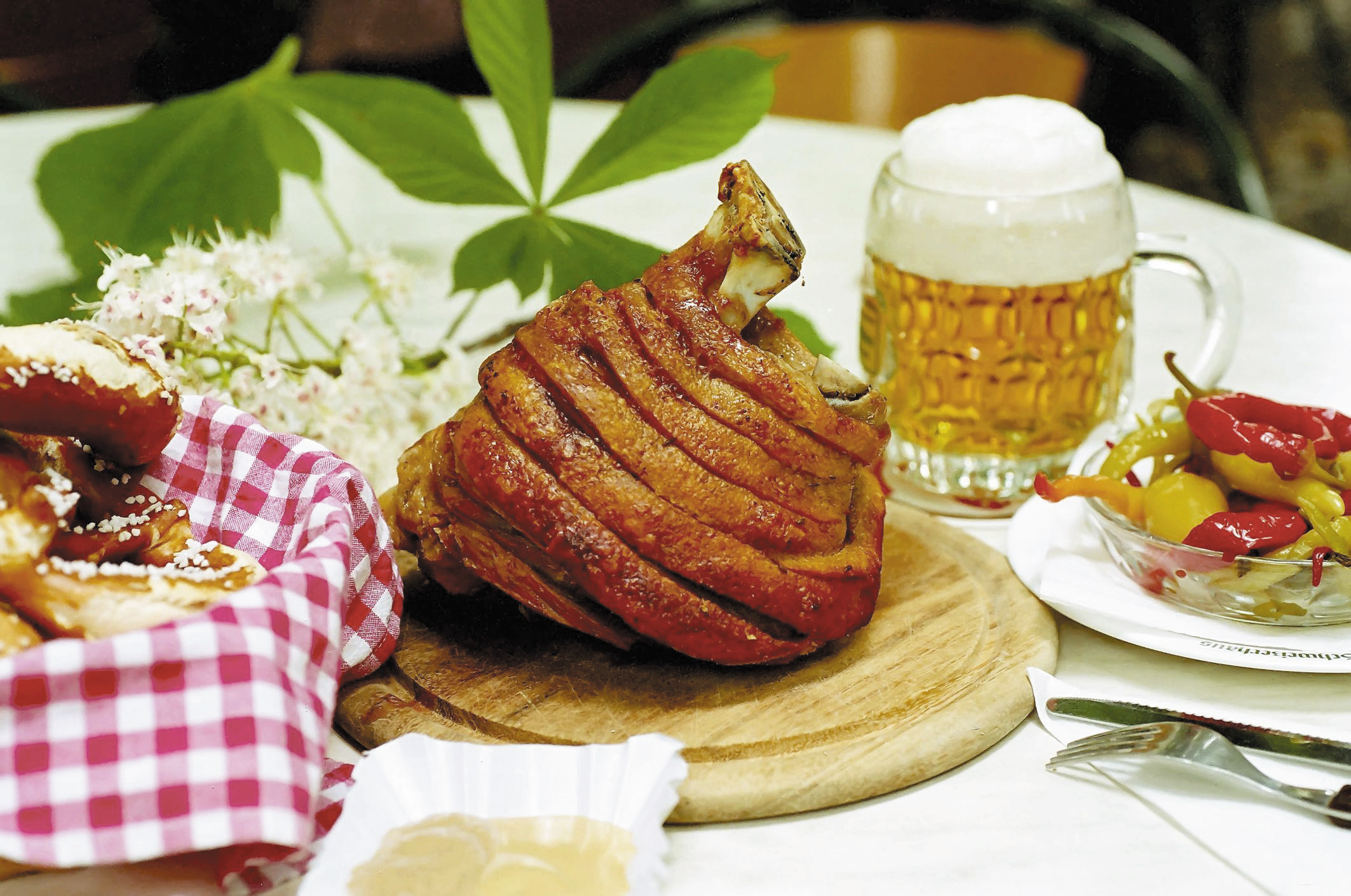
Codillo asado con su acompañamiento típico.

La cocina de Baviera, por razones históricas, está muy emparentada con la cocina austriaca y la checa, si bien existen costumbres específicas como el Brotzeit (intervalo para tomar aperitivos con pan).
Existe, no obstante, una gran variedad de platos elaborados con harina (Mehlspeisen), y con pasta típica alemana denominada Knödelgerichte, como por ejemplo los Dampfnudel ('pasta al vapor'), los Germknödel (bolas de pasta rellenos de compota de ciruela), los Zwetschgenknödel (similares a los Germknödel pero con otro tipo de ciruela, empleada como relleno), los Semmelknödel (bolas de pasta con pan), y los Leberknödel (bolas de pasta con hígado de ternera), como algunos de los ejemplos de la inmensa variedad de pastas de Baviera. Son muy típicos de la zona los platos con contenido cárnico, así como asados de cerdo con costra al estilo de Baviera (denominados Bayerischer Schweinsbraten), los Reiberknödel (Knödel de patata), y las ensaladas de hierbas o Boeuf a la mode ('ternera a la moda').
Algunos alimentos típicos suelen ser llamados «el segundo desayuno»; unos de ellos son las salchichas blancas (en alemán Weisswurst), el Leberkäse, o el Kronfleisch (filete crudo de ternera). Es frecuente encontrar, en esta zona de Alemania, la mostaza dulce (tradicionalmente elaborada con miel), y los Brezel, como acompañamiento de los típicos platos de salchichas; y los Leberkäse, Kronfleisch (pleura o diafragma de la ternera), que se sirve con pasta de rábanos y pan negro. Se suele tomar a menudo, como acompañamiento, cerveza de tipo Helles o Weißbier ('cerveza blanca'). Este tipo de cervezas llega a estar permitido incluso en algunos puestos de trabajo.
La cocina de Franconia es vecina y muy conocida, al igual que la de Baviera, por sus famosos Lebkuchen de Núremberg (pasteles de mazapán muy típicos de Navidad, que son vendidos en los mercados de Navidad populares de Núremberg), y las salchichas. Los francones comen una salchicha blanca pequeña conocida como Blaue Zipfel; entre los platos más apreciados están la Nürnberger Gwärch, el Schäufele con Kartoffelknödeln ('pasta de patatas'), y las Bamberger Zwiebeln ('cebollas de Bamberg'). Se suele tomar café Knieküchle.

### Norte de Alemania

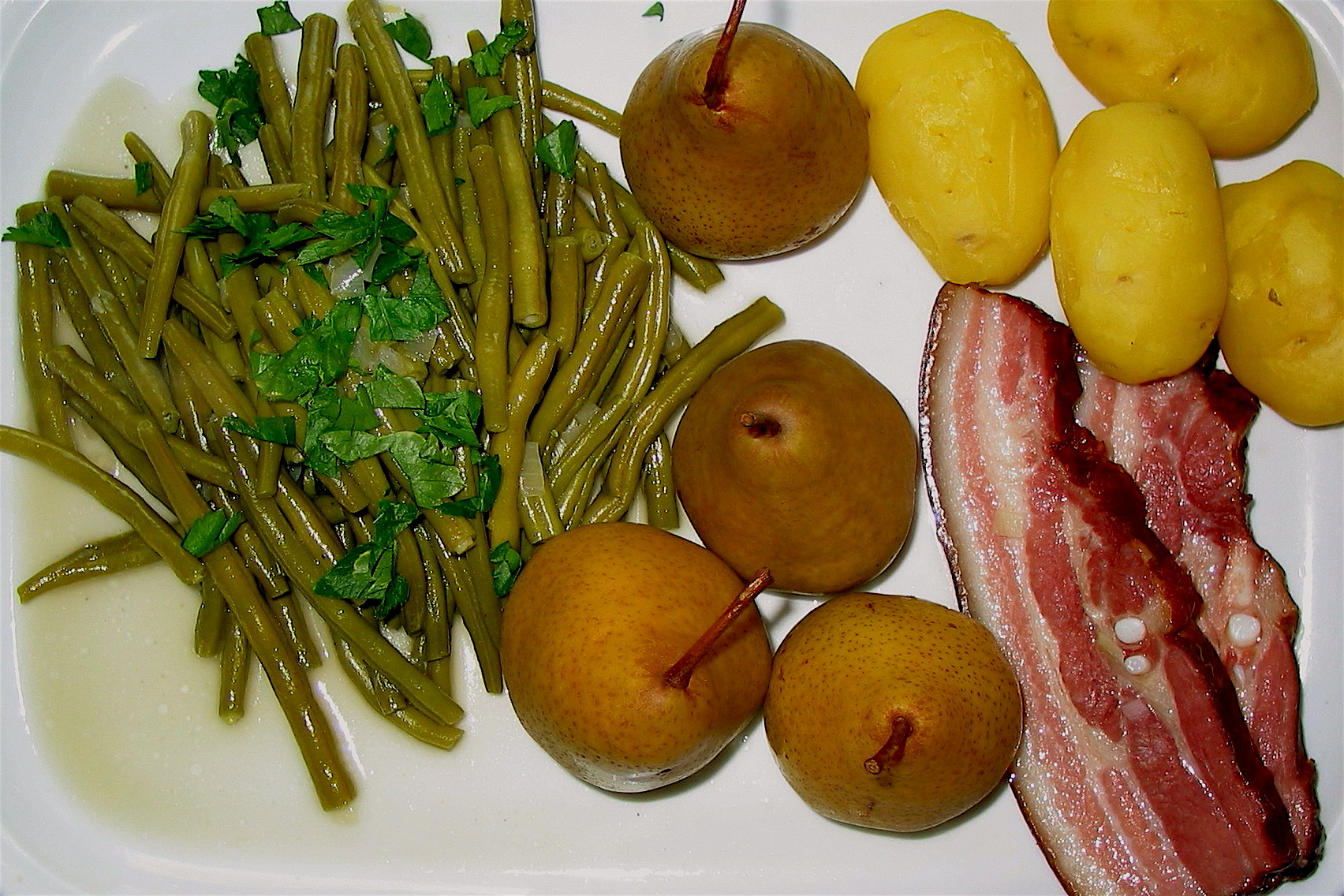
Peras, judías y tocino (Birnen, Bohnen und Speck) acompañados de unas patatas cocidas.

El norte de Alemania (Baja Sajonia, Bremen, Hamburgo, Schleswig-Holstein, Westfalia) se caracteriza por su cercanía al Mar del Norte y a las marismas del Mar Báltico, y por su contraposición a las mesetas del interior, con influencias culinarias danesas. Los platos contienen patata y el característico pan de centeno; existen platos con alforfón en Holstein, o en Lüneburger Heide, como por ejemplo, Holsteiner Buchweizenklöße; los platos de pescado son anguilas ahumadas (Räucheraal), arenque (Hering), salchichas con un sabor muy fuerte de carne de cerdo (Bregenwurst, Kohlwurst), y se suele emplear mucho el tocino (Speck), acompañando en forma de salsa a los platos de pescado; la sabrosa col verde (Grünkohl), que forman parte de los platos que suelen tomar algunas de las agrupaciones de personas aficionadas a la gastronomía de la tierra, y a la socialización y mantenimiento de las tradiciones (denominadas Grünkohlessen). La salchicha de la comarca que acompaña a la col verde es la Pinkelwurst.
De esta región proviene la bebida denominada Pharisäer, elaborada con café y ron. Es muy típico el Dithmarscher Mehlbeutel (especie de pasta), el Birnen, Bohnen und Speck (peras, judías verdes y beicon), Hamburger Aalsuppe. Se trata de una sopa de frutos secos y verduras (no contiene anguila, a pesar de su nombre), Franzbrötchen (bollos franceses), Labskaus (revuelto de arenque y remolacha), o el Lübecker National (guisado con carne de cerdo y nabos). Platos típicos de Westfalia son por ejemplo el Pfefferpotthast (carne asada con cebollas y alcaparras), Hasenpfeffer (ragout de conejo) y el Panhas (salsa espesa con restos de la matanza) así como el Pumpernickel, que es un pan negro.
Los postres tradicionales son el Rote Grütze (compota de diferentes frutas del bosque), que se sirve tradicionalmente con leche o con nata poco batida. Se tiene también el Braune Kuchen (pastel marrón).

### Norte de Renania
La cocina del norte de Renania está muy influenciada por la cercanía de Bélgica y de Holanda, así como de la costa del Norte. Los habitantes de la región de Colonia tienen predilección por los platos que contienen carne de caballo (este es el componente principal del Rheinischen Sauerbratens: 'estofado ácido del Rin'). Es muy conocida por la comarca la cerveza Kölsch, acompañada de Halve Hahn (no es una mitad de un pollo —tal y como indica el nombre del plato—, sino que se trata de un bocadillo de queso Gouda), y Kölsche Kaviar. Son muy apreciados los platos de mejillones en la zona (influencia de Bélgica), el muy famoso Bergische Kaffeetafel, procedente de la comarca de Berg, Schnippelbohnensuppe (sopa de judías verdes), Pfannkuchen (una especie de crepe, dulce o salado), endivias dore-in (una mezcla de endivias en forma de ensalada), y el famoso Reibekuchen (patatas ralladas y fritas con huevo y harina).

### Noreste de Alemania
La cocina del noreste de Alemania, que comprende Mecklemburgo-Pomerania Occidental, Brandeburgo y Berlín, tiene los sabores fuertes de sus gastronomías vecinas, tales como la polaca, la checa y la rusa. En la ciudad de Berlín se tiene el Eisbein (codillo de cerdo cocido), el Kasseler (filetes de Sajonia), el Bockwurst (salchicha gruesa), y el Bulette (similar a una hamburguesa, probablemente haya sido el origen de la misma), así como la muy popular Currywurst (salchicha con curry y salsa de tomate), que se sirve en una bandeja con su tenedor específico), símbolo de una cultura popular originaria de esta ciudad. Los platos del este y del sur de Europa suelen ser fáciles de encontrar, como el Soljanka, o el Letscho. Los platos con pescado son tradicionales en esta zona y provienen de las marismas del norte, tales como el bacalao). Algunos de ellos tienen su procedencia en los lagos del interior, como el lucio, la perca y la sardina. Además tienen un papel en la gastronomía de la zona las patatas, los nabos (son muy famosos los Teltower Rübchen, de la comarca de Teltow), los pepinillos en vinagre y los platos de carne de caza. Es especialmente conocido el estado federal de Brandeburgo por sus tartas y pasteles (por ejemplo Plinsen, Eierkuchen, Windbeutel —'buñuelo de viento'— y Klemmkuchen).

### Alemania central
Son muy conocidas las gastronomías procedentes de esta parte del país (Sachsen-Anhalt, Thüringen y Sachsen). Todas ellas son acompañadas de la popular cerveza. También los platos del este y del sur de Europa, como la Soljanka o el Letscho, son muy populares aquí. En las regiones de Magdeburgo, Leipzig, Turingia y Sajonia-Anhalt, la calidad del suelo de cultivo es bastante buena, y el clima es benigno, razón por la que el cultivo y la agricultura de la zona influyen en la gastronomía de la zona, apareciendo en ella frecuentemente las verduras y las frutas como ingredientes de algunos platos locales.
Se puede decir que la comarca de Sajonia-Anhalt es la patria de las salchichas Halberstädter Würstchen, así como de diferentes tipos de pasteles, tales como los Salzwedeler o los Baumkuchen. La sierra de Harz es conocida por su variedad de animales de caza y por el queso Harzer Käse (queso del Harz), que es bastante intenso y perfumado. En el sur, se encuentran diversas zonas viticultoras, en las que se centra la producción de vinos con carácter ácido y refrescante. Se cultivan en ellas diferentes variedades de uva, como por ejemplo la variedad Weißburgunder. En la comarca vinícola de Freyburg/Unstrut está la mayor zona de producción de cava de Alemania, y existe un marca denominada Rotkäppchen ('Caperucita roja') muy afamada en la región.
En Turingia, la gastronomía está influenciada por las cocina de Baviera y Franconia. Dicha influencia se nota en la aparición de los Thüringer Klöße (albóndigas de pasta de Turingia), y de las famosas salchichas Thüringer Rostbratwürste. Esta comarca tiene la mayor producción de salchichas de Alemania, en lo que respecta a la calidad y a la cantidad. Las pastas, los Knödel y los Klöße, se emplean en esta cocina de forma similar a las patatas, y aparecen como acompañamiento frecuente. En el valle de Saale, cerca de Jena, existe también una buena producción de vino.
La cocina sajona está también influenciada por la austriaca, la de Bohemia y la de Silesia — un ejemplo es la Leipziger Allerlei, que es una especia de menestra de verduras, así como en el Dresdner Stollen (pan dulce con frutos secos típico de la ciudad de Dresde en Navidad). La cercanía cultural con Austria se puede comprobar dada su tendencia por la degustación de diferentes especialidades de café, galletas, etc. Sajonia es famosa por su producción de pasteles, galletas, pan, etc., así como por la producción de cerveza. Las pastas, los Knödel, y los Klöße se emplean en esta cocina de forma similar a las patatas. Son conocidos el Quarkkeulchen (postre elaborado con queso Quark), el Leipziger Lerchen, el Eisbein (codillo de cerdo cocido), Kartoffelsuppe (sopa de patatas) y el delicioso Sauerbraten (asado ácido). Los vinos de Sajonia (Elbweine) son conocidos por su calidad y alto valor enológico.

## Gastronomía por estados federales
| - Gastronomía de Baviera - Gastronomía de Berlín - Gastronomía de Brandeburgo - Gastronomía de Bremen - Gastronomía de Hamburgo | - Gastronomía de Hesse - Gastronomía de Mecklemburgo-Pomerania Occidental - Gastronomía de Baja Sajonia - Gastronomía de Westfalia - Gastronomía del Palatinado | - Gastronomía del Sarre - Gastronomía de Sajonia - Gastronomía de Sajonia-Anhalt - Gastronomía de Schleswig-Holstein - Gastronomía de Turingia |

## Costumbres
El desayuno (Frühstück) suele ser una comida fuerte (sobre todo en días festivos). Consiste, generalmente, en panecillos (Brötchen), que en diferentes partes de Alemania se denominan Semmeln, Schrippen, Wecken o Rundstücke; y tostadas con mermelada, miel, huevos, café o té, y cacao para los niños. Se suele acompañar de embutidos, como jamón o salami, que usualmente se comen sobre el pan. Todo ello acompañado de diferentes quesos. Se emplea también sobre el pan una variedad de foies (pasta de carne) de diferentes tipos tales como el Leberwurst (literalmente, salchicha de hígado, parecido al foie gras). Uno de los desayunos más tradicionales de la cocina alemana del norte es el Bauernfrühstück. Hoy en día, los desayunos son muy ligeros, y se pueden encontrar muesli y cereales, como copos de avena o de maíz, mezclados con leche o diferentes zumos.
Tradicionalmente, el plato fuerte del día es la comida de mediodía (Mittagessen, comida de las 12:00). La cena o merienda (Abendessen, que significa 'comida del atardecer', o el Abendbrot, que significa 'pan del atardecer') es una comida de pequeña cantidad, que se hace a las 19:00 horas, aproximadamente, y que consiste en un par de bocadillos. No obstante, los hábitos de trabajo impuestos durante las últimas décadas han forzado el cambio de estas costumbres; hoy en día, no resulta raro ver que la mayoría de los alemanes tienen su comida fuerte a última hora de la tarde.
La comida del mediodía tradicional suele constar de un único plato principal (casi siempre de carne), junto con una variedad de acompañamientos, que puede ir desde verduras u hortalizas hasta pasta. Al finalizar este plato, del que se puede repetir varias veces, suele venir el postre. Existe en el sur el Brotzeit, que es una parada para tomar algún aperitivo. Sin embargo, a mediodía, en gran parte de las ciudades, hay tiendas de salchichas (cercanas a los mercados de hortalizas), que sirven diversos aperitivos. La denominación Imbiss es frecuente, y suele estar asociada a esta parada a mediodía, aunque, con mayor frecuencia, paulatinamente se va asociando a la comida rápida.
En las universidades, es tradicional servir comidas denominadas mensas, muy similares a la cantina española, y que suelen tener un precio económico para los estudiantes (suele ser una especie de auto-servicio).

## Gastronomía alemana en la actualidad
La cocina tradicional alemana deja paso a innumerables fusiones con las cocinas de las poblaciones de inmigrantes que recientemente han venido a poblar el país desde los años 1960; de esta forma es muy fácil encontrar muy buenos Döner kebap, por ejemplo, en Berlín. La influencia de países vecinos como Italia marca la vida y las costumbres corriente de los alemanes en la que puede verse que existen numerosos restaurantes en las ciudades.

## Cocineros
- Vincent Klink.
- Tim Mälzer. No es un cocinero de cocina clásica alemana, pero sus ingredientes y los platos que prepara (habitualmente en televisión) representan los gustos y tendencias actuales existentes en Alemania.
- Eckhard Witzigmann.